# Joe Hancott
Joe Hancott (sinh ngày 8 tháng 3 năm 2001) là một cầu thủ bóng đá người Anh thi đấu cho Basingstoke Town cho mượn từ Portsmouth ở vị trí hậu vệ.

## Sự nghiệp câu lạc bộ

### Portsmouth
Ngày 16 tháng 8 năm 2017, Hancott ra mắt Portsmouth trong trận hòa 3–3 với U-21 Fulham ở EFL Trophy.  Hancott trở thành cầu thủ ra mắt trẻ nhất của Pompey lúc 16 tuổi 161 ngày, đánh bại kỉ lục trước đó của Gary O'Neil.
Ngày 2 tháng 3 năm 2019, Hancott ký hợp đồng với Basingstoke Town F.C., theo dạng hợp đồng cho mượn đến hết mùa giải.

## Thống kê sự nghiệp
Tính đến trận đấu diễn ra ngày 16 tháng 8 năm 2017.
| Câu lạc bộ              | Mùa giải            | Giải vô địch           | Giải vô địch | Giải vô địch | Cúp FA  | Cúp FA    | Cúp Liên đoàn | Cúp Liên đoàn | Khác    | Khác      | Tổng    | Tổng      |
| Câu lạc bộ              | Mùa giải            | Hạng đấu               | Số trận      | Bàn thắng    | Số trận | Bàn thắng | Số trận       | Bàn thắng     | Số trận | Bàn thắng | Số trận | Bàn thắng |
| ----------------------- | ------------------- | ---------------------- | ------------ | ------------ | ------- | --------- | ------------- | ------------- | ------- | --------- | ------- | --------- |
| Portsmouth              | 2017–18             | Giải vô địch One       | 0            | 0            | 0       | 0         | 0             | 0             | 1       | 0         | 1       | 0         |
| Basingstoke Town (mượn) | 2018–19             | Southern Premier South | 0            | 0            | 0       | 0         | 0             | 0             | 0       | 0         | 0       | 0         |
| Tổng cộng sự nghiệp     | Tổng cộng sự nghiệp | Tổng cộng sự nghiệp    | 0            | 0            | 0       | 0         | 0             | 0             | 1       | 0         | 1       | 0         |